# قصر بياض
قرية قصر بياض هي إحدى القرى التابعة لمركز ابشواى في محافظة الفيوم في جمهورية مصر العربية. حسب إحصاءات سنة 2006، بلغ إجمالي السكان في قصر بياض 6862 نسمة، منهم 3524 رجل و3338 امرأة.